# Коза (танец)
Коза (козочка, козёл; бел. Каза́, Козачка, Казёл) — белорусский народный танец. Музыкальный размер 2/4. Темп умеренно быстрый. Вероятно, истоки танца в древнем обрядовом хождении с козой на Святки. В основе хореографического рисунка — имитация различных движений и привычек козы (топот, бодание, прыжки и др.). Танец часто исполнялся на свадьбах. Образ козы и козла долгое время символизировали урожайность. Бытует в хороводных, игровых, танцевальных вариантах почти на всей территории Белоруссии. Некоторые варианты имеют элементы юмористического игрового действия, акробатики. Выполняется под частушки.
Популярна частушка:

Казаў бацька:

«Казу дам, казу дам,

І з маленькім казлянём, казлянём.»